# Конфедератка

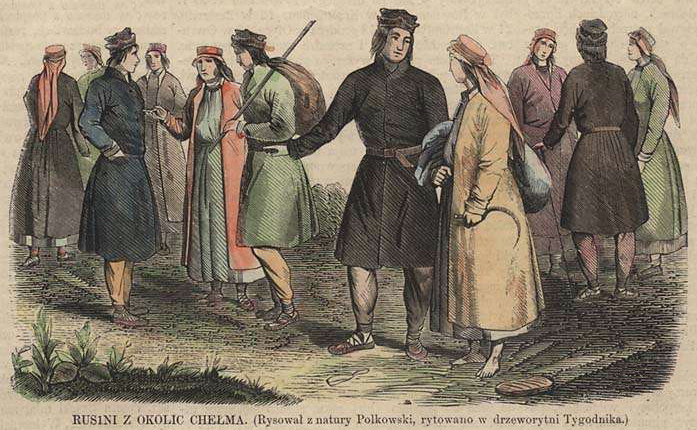
Конфедератки в русинів з околиць Холма, 1861 р.

Конфедера́тка, також баторі́вка[джерело?] (пол. rogatywka, також krakuska, ułanka, konfederatka) — давній головний убір популярний у народів Речі Посполитої з чотирикутним верхом. Внаслідок активного політичного використання, нині найвідоміший як польський національний головний убір.
Припускають, що як вид сарматського національного вбрання, можливо, була запозиченням зі Сходу. Віддалено схожі головні убори помічали у інших народів: татар, монголів, калмиків, саамів, народів Південно-Східної Європи.

## Історія

### XVIII століття
Назва «конфедератка» пов'язано з популярністю серед барських конфедератів (1768) яскраво-червоних суконних шапок без козирка, оздоблених чорним або сірим смушком. Зліва кріпилася кокарда, розетка, кавалерський хрест або плюмаж. Конфедератка була офіційним головним убором у Національній кавалерії. У 1780—1790 роках у уланів виникла нова форма: висока жорстка шапка з суконним околишем і козирком.
У цей період конфедератка стала асоціюватися з традиційним польським головним убором і використовувалася різними формуваннями періоду під час Повстання Т. Костюшка: піхотою, міліцією, косинерами. Висока конфедератка з козирком була стандартним головним убором Польських легіонів в Італії.

### XIX століття

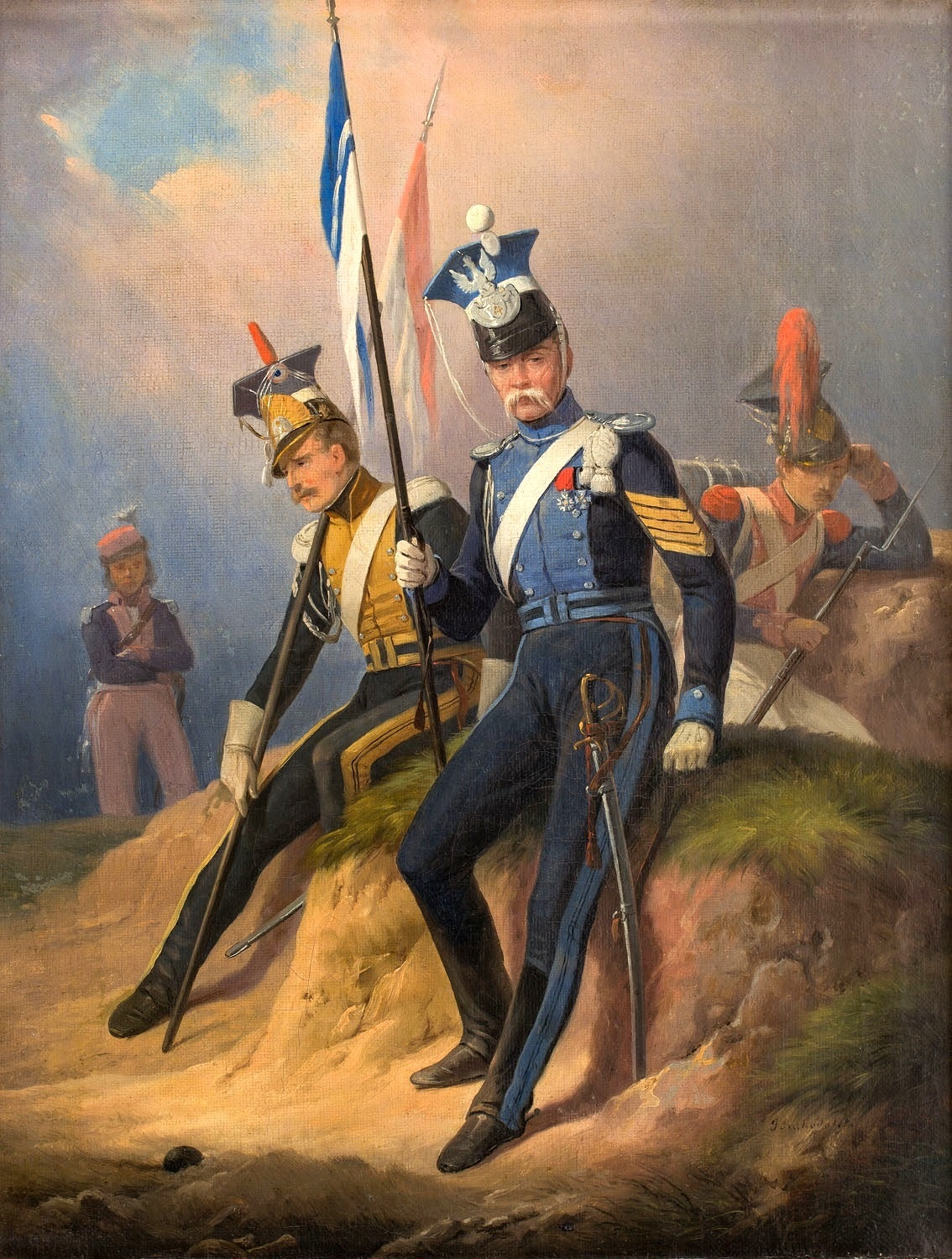
Улани Варшавського герцогства в конфедератках

Висока конфедератка з козирком використовувалася в низці підрозділів кінноти і піхоти Варшавського герцогства й в інших польських формуваннях епохи Наполеонівських війн, зокрема шеволежерами Гвардії. Згідно зі статутом 1810 року конфедератки уланів і піхоти (вольтижерів і фузилерів) виготовляли з чорного фетру і полотна зі шкіряним козирком висотою 22,5 см і довжиною боків 25 см і прикрашалися плюмажем, окуттям, кокардами і шнурами.

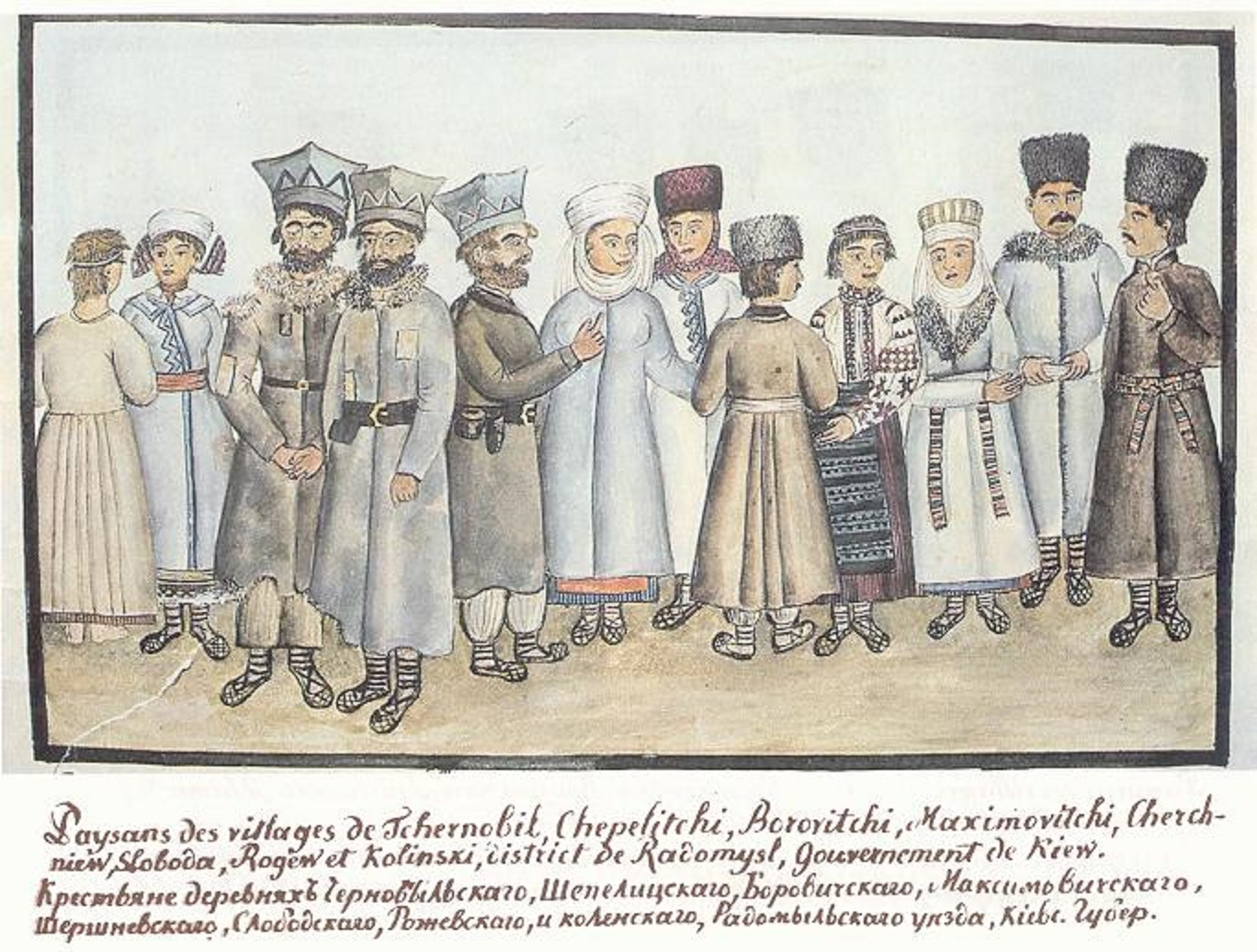
Конфедератки у мешканців різних повітів Київської губернії. Мал. П'єра Де ля Фліза, 1848.

Після 1815 збереглися лише в уланів Царства Польського. Використовувалися повстанцями під час Листопадового повстання 1830—1831 рр., в тому числі Національною гвардією, а також під час інших повстань — краківського 1846 року і Весни народів 1848—1849 рр., в тому числі Польського легіону в Угорщині в 1848—1849 і Польського легіону в Італії в 1848, найчастіше будучи єдиним національним елементом мундира. Конфедератки передбачалися для піхоти і кавалерії під час Січневого повстання 1863 року.

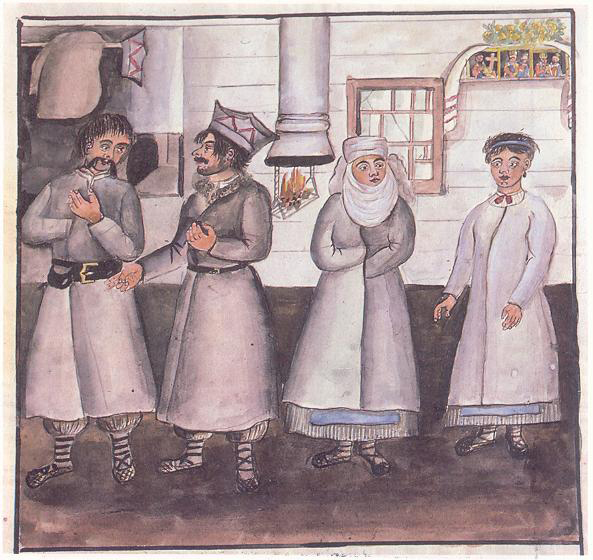
Конфедератка у мешканця Тепелицького товариства. Мал. П'єра Де ля Фліза, 1848.

Через історичну спільність річпосполитської одежі, а також політичних поглядів конфедератки також були популярні і серед руського населення. Так, зокрема, вихованці греко-католицької семінарії у Львові використовували конфедератки, проте з синьою смугою, на противагу червоній польській. А як повсякденний головний убір був поширений на всіх теренах Правобережної України та Галичини. Зокрема, конфедератку в дитинстві сам собі пошив і носив Тарас Шевченко. Внаслідок Січневого та Листопадового повстань даний вид головного убору був повністю заборонений в західних губерніях Російської імперії. Водночас в Галичині конфедератка стала стійко асоціюватися виключно з польським національним рухом. Наприклад, у некролозі колишнього студента семінарії і відомого москвофільського діяча о. Івана Наумовича згадується пов'язаний з цим інцидент:
|  | Там застав Ивана Наумовича рік 1848. Він був тогдї запалений патріот польскій — хоч богато товаришів єго були щирими Русинами — і маніфестував ся яко революціоніст польскій. За те виключено єго з семинарії. Відома річ, що Иван Наумович в конфедератцї витав за рогачкою Городецкою польских революціонерів-вязнів, котрі вертали з Куфштайна і Шпільберґа, і він разом з другими випрягши конї, сам запряг ся у віз і так тягнув бувших вязнїв у місто. Що спонукало Ивана Наумовича незадовго змінити свої пересвідченя і з патріота польского перемінити ся в Русина, — се річ невияснена. В Залїщиках на мостї мав якійсь селянин зірвати єму конфедератку з голови і кинути в Днїстер з словами: "Там твоя Польща!" — і кажуть, що се єго навернуло. |

Ця ситуація спонукала галицьких русинів до пошуку альтернативи. Сучасник Остап Терлецький згадував:
|  | Очевидно і руська молодіж хотіла убирати ся по-свому, але як? От над чим ломали собі громадяни доволі довго голову. Замість Костюшка або срібного орла польського можна було причепити собі золотого руського льва, але що далі? Конець кінцем увійшло в звичай убирати ся „по-козацьки“, „по-українськи“. З України прийшов до Галичини весь рух літературний, отже з України мусіли прийти і моделї національної одежі. Мережана сорочка, широкі сині шаровари, „українська“ свита звичайно з кутасом і козацька шапка з аксамітним дном і золотим кутасом, шовковий пояс синьо- або червоно-золотий і такий же „жупан“, — такий виробився з часом народний спосіб убираня». |

Козацький костюм — так як його уявляли собі народовці, вбирався насамперед для маркування альтернативної до польської — руської ідентичності, а також для підкреслення історичного зв'язку Галичини з Наддніпрянщиною. Нагодою для демонстрації національного вбрання ставали так звані «руські бали», що від 1862 р. проводилися у Львові та головних містах Галичини. Майже одночасне «костюмне козакофільство» у той же час проявилося і в підросійській Україні. Проте вже в 1860-х роках козакофільство помітно втратило популярність серед народовців у зв'язку з поширенням критичних позитивістських підходів, народницьких засад, концепцій «органічної праці». Нова хвиля популярності козакофільства піднялася уже на зламі XIX—ХХ століть, у зв'язку із зародженням українського січового руху. На той час козацьке минуле стало вже масово сприйматися як національна традиція українців Галичини. Газета «Діло» за 24 березня 1892 року так про це повідомляла:
|  | Руска молодїж у Львові починає носити козацкі шапки і вже досить часто лучає ся стрітити студента в такій шапцї. Товчок до ношеня шапок національних дала молодїж польска, убравши ся сего року в свои "баторівки". Як відомо з вчерашної дописи з Станиславова, уже й там [а може і по инших містах провінціяльних] молодїж руска починає носити шапки козацкі. |

Пізніше «козацька шапка» була витіснена розробленою в 1916 році Левком Лепким новим головним убором для УСС — мазепинкою.

### XX століття

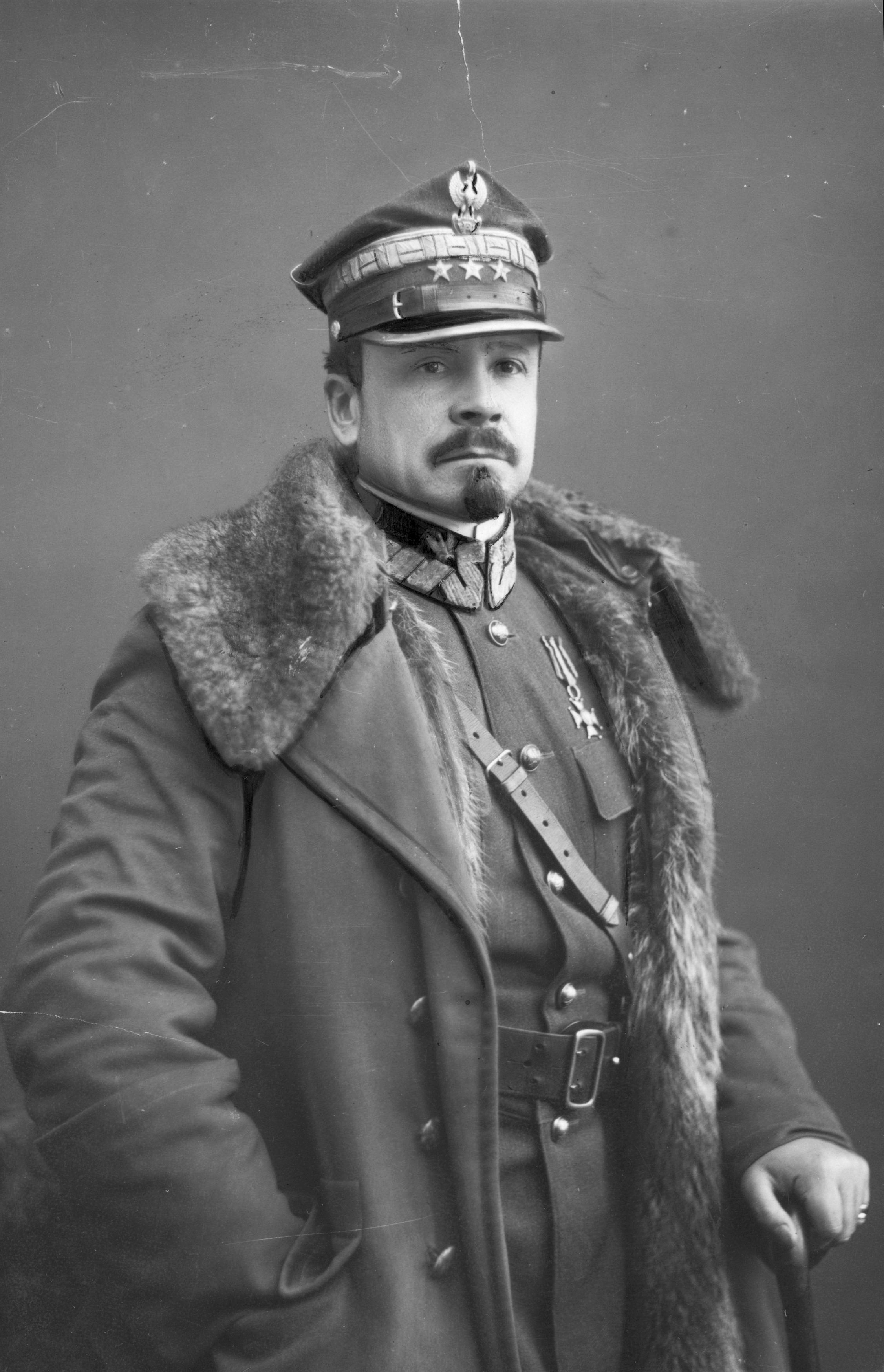
Генерал Юзеф Галлер у конфедератці

З відновленням польської державності у 1918 році, елементи конфедератки почали офіційно використовуватись у Війську Польському в військових одностроях.

## Галерея

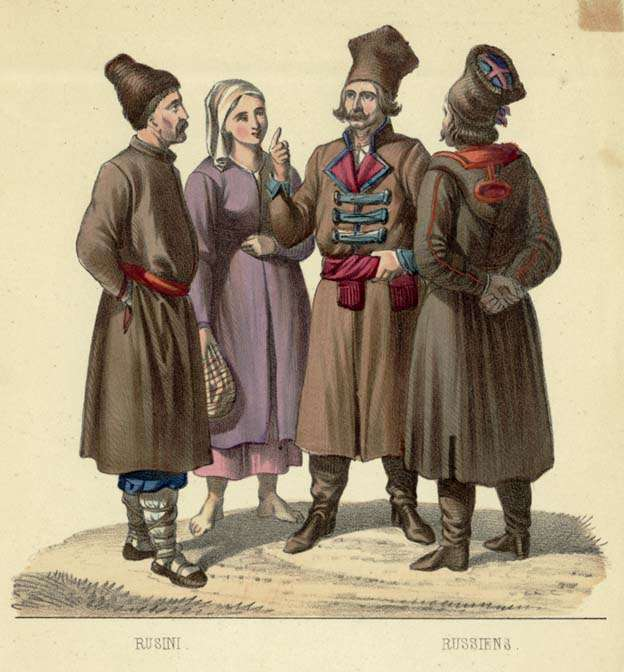
Галичани, 1863 р.
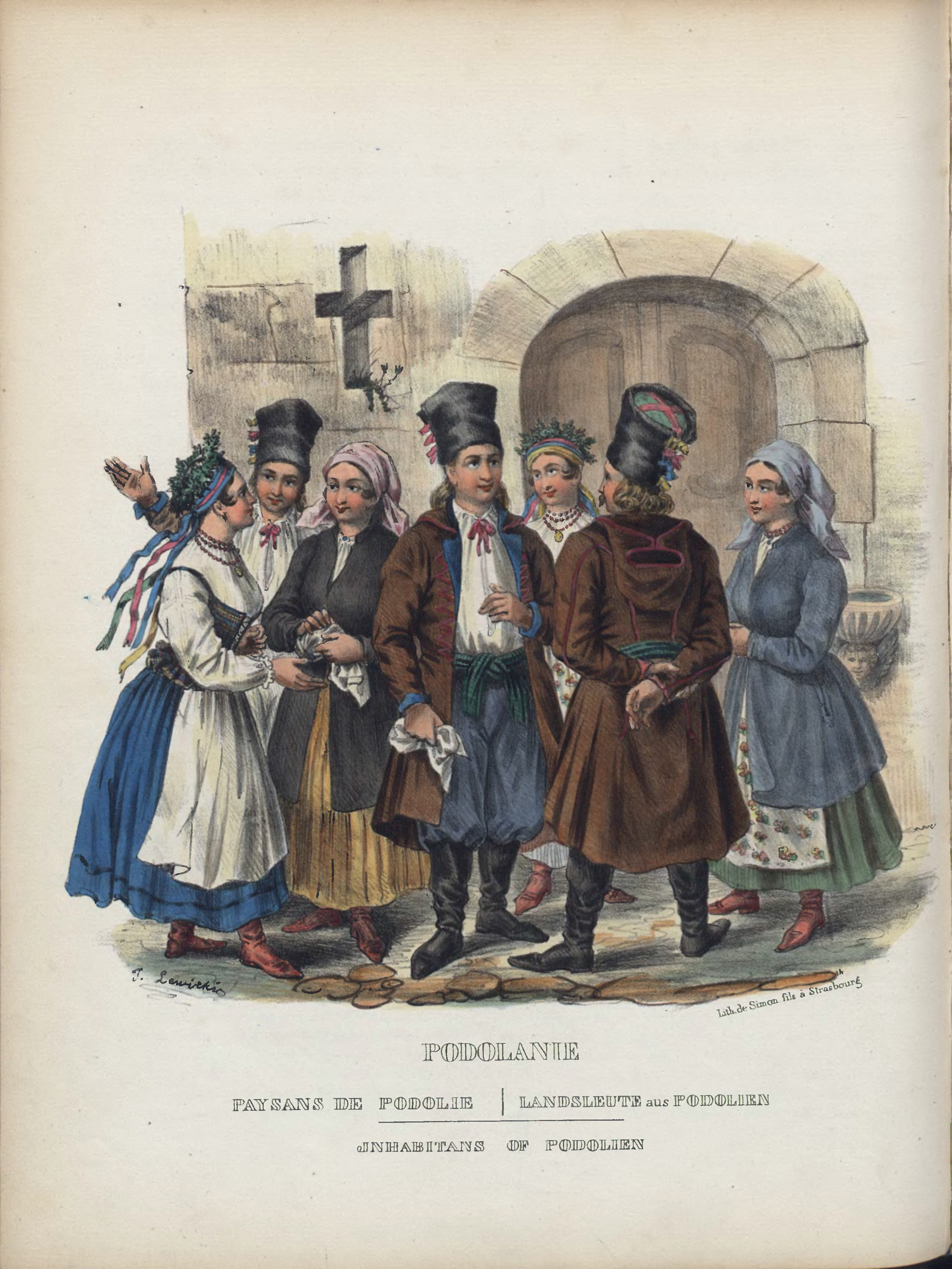
Подоляни, 1841 р.
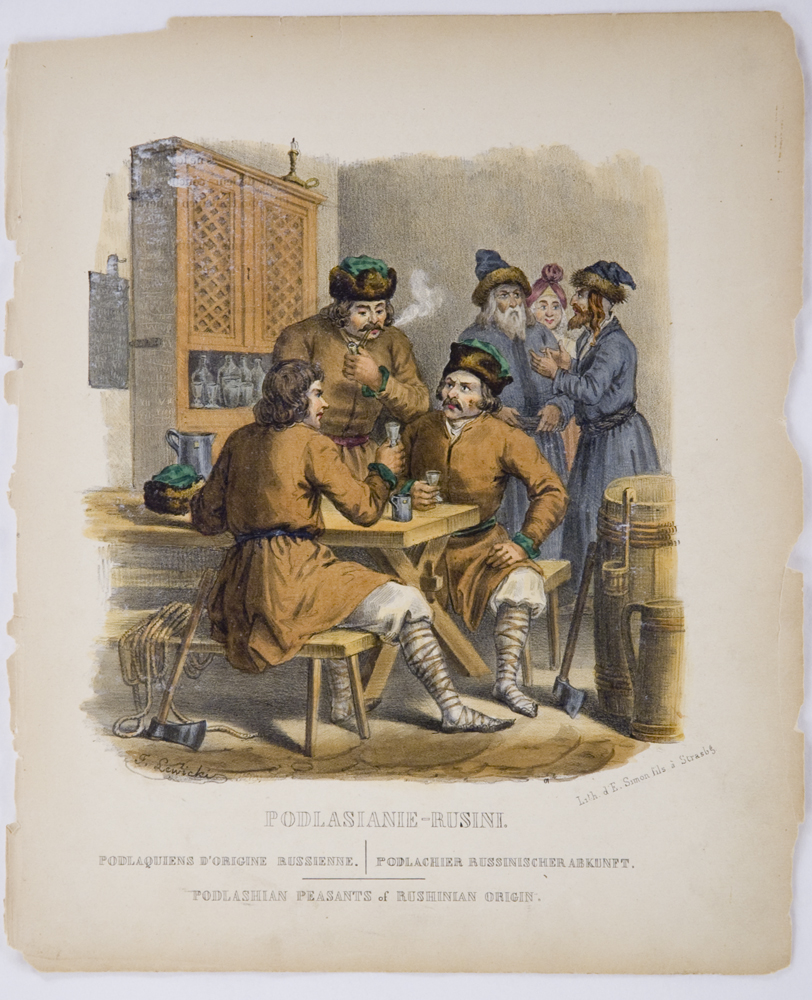
Підляшани, до 1871 р.